# Jean-Pierre Chanod
Pour les articles homonymes, voir Chanod (homonymie).
Jean-Pierre Chanod est un écrivain français né à Toulon (Var) en 1955. Il est l'auteur de deux romans publiés aux éditions de Minuit : Sauvez la reine et Cours toujours.
Ces œuvres décrivent des gens ordinaires confrontés aux contradictions de la vie quotidienne, vue comme le degré ultime de la poésie. Le critique Pierre Lepape, dans Le Monde, a évoqué à propos de son premier ouvrage un roman initiatique aux allures du Purgatoire et de Au-dessous du volcan. Avec la structure et le rythme de son second roman, Nelly Kapriellan, des Inrockuptibles, a éprouvé une impression d'hypertexte et de zapping : ce roman rappelle une course trépidante et donne au lecteur l'impression d'être allé partout en un temps record.
Dans son essai critique, Jacqueline Bernard-Billiez (2005) a écrit : "Très sérieux, ce roman joue avec la bibliothèque et crée nombre d’échos avec la littérature ou même le cinéma mais, en même temps, s’amuse de tout ce que son auteur a lu ou vu".

## Référence
1. 1 2  http://auteurs.arald.org/biogr/Chanod1955.html. Consulté le 27 janvier 2011.
2. ↑  Jacqueline Bernard-Billiez, « La théorie pour de rire : Sauvez la reine de Jean-Pierre Chanod », Recherches & Travaux, 67 | 2005, mis en ligne le 30 septembre 2008. Consulté le 27 janvier 2011.